# سفارة الولايات المتحدة في الصين
سفارة الولايات المتحدة في الصين هي أرفع تمثيل دبلوماسي لدولة الولايات المتحدة لدى الصين. تقع السفارة في بكين وهي تهدف لتعزيز المصالح الأمريكية في الصين.

## وصلات خارجية
- الموقع الرسمي
- قائمة سفارات الولايات المتحدة
- قائمة السفارات في الصين